# Cydistomyia infirmus
Cydistomyia infirmus är en tvåvingeart som beskrevs av M. Josephine Mackerras och Spratt 2008. Cydistomyia infirmus ingår i släktet Cydistomyia och familjen bromsar. Inga underarter finns listade i Catalogue of Life.